# Artuur Peters
Pour les articles homonymes, voir Peters.
Artuur Peters, née le 26 octobre 1996 à Hechtel-Eksel en Belgique, est un kayakiste belge pratiquant la course en ligne.

## Biographie
Artuur Peters est médaillé d'argent en K1 junior aux Championnats du monde de marathon 2013 à Copenhague.
Il décroche le bronze en K1 1 000 mètres aux Championnats d'Europe 2021 à Poznań ainsi qu'aux Championnats d'Europe 2022 à Munich.

## Vie privée
Il est le frère de Hermien Peters, également kayakiste.